# Bangor (condado de La Crosse, Wisconsin)
Bangor es un pueblo ubicado en el condado de La Crosse en el estado estadounidense de Wisconsin. En el Censo de 2010 tenía una población de 615 habitantes y una densidad poblacional de 6,81 personas por km².

## Geografía
Bangor se encuentra ubicado en las coordenadas 43°51′17″N 90°58′13″O / 43.85472, -90.97028. Según la Oficina del Censo de los Estados Unidos, Bangor tiene una superficie total de 90.32 km², de la cual 90.32 km² corresponden a tierra firme y (0%) 0 km² es agua.

## Demografía
Según el censo de 2010, había 615 personas residiendo en Bangor. La densidad de población era de 6,81 hab./km². De los 615 habitantes, Bangor estaba compuesto por el 98.05% blancos, el 0.16% eran afroamericanos, el 0% eran amerindios, el 0.49% eran asiáticos, el 0.33% eran isleños del Pacífico, el 0.16% eran de otras razas y el 0.81% pertenecían a dos o más razas. Del total de la población el 1.95% eran hispanos o latinos de cualquier raza.